# Cohen
Cohen ou Kohen (em hebraico: כהן; romaniz.: kehen; lit. "sacerdote"; plural em hebraico: כהנים; romaniz.: kohanim), na Torá, é o termo aplicado ao sacerdote. O chefe dos kohanim era chamado Cohen Gadol (Sumo sacerdote de Israel), sendo que todos deveriam ser descendentes de Aarão.
Hoje, dentro do judaísmo, Cohen é uma classe reconhecida reconhecimento pela comunidade judaica como descendente da casta sacerdotal. Os kohanim realizam alguns serviços especiais nas sinagogas e devem obedecer a certos preceitos, para que estejam aptos a exercer novamente o sacerdócio, quando ocorrer a reconstrução do Templo de Jerusalém. Segundo as escrituras e  a profecia de Ezequiel, somente os kohanim da semente de Zadoque serão selecionados para o ministério sacerdotal.

## Visão científica

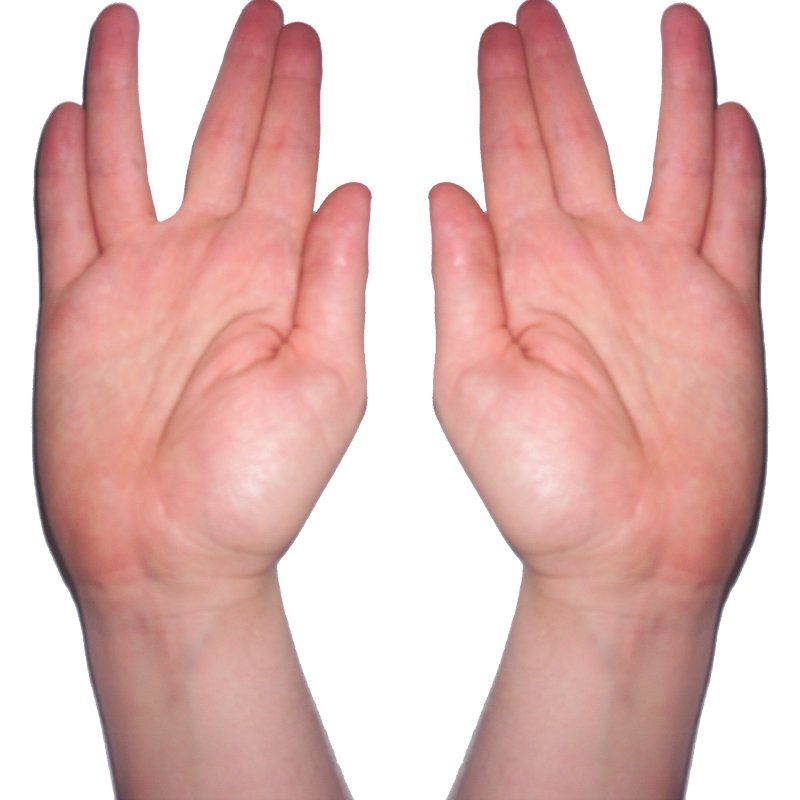
As mãos em posição do Cohen, na tradicional bênção que o sacerdote judaico dá a sua congregação

Os estudiosos partiram da hipótese de que se todos os kohanim da atualidade descendem de Aarão, devem ter marcadores genéticos ou haplótipos comuns, o chamado haplótipo Cohen. As pesquisa encontraram um marcador particular (YAP) detectado em 45% dos kohanim. Sucessivamente, a seleção dos marcadores do cromossomo Y foi ampliada e foram encontrados seis marcadores específicos em 97 dos 106 kohanim testados. Esse conjunto de marcadores chama-se Cohen Modal Haplotype'('CMH) e foi encontrado tanto entre ashkenazim como  entre sefaradim, e  atualmente serve como meio de definição da linhagem sacerdotal. Entre não judeus, a sequência praticamente inexiste, sendo encontrada com incidências de 14% entre iemenitas e ~7% entre jordanianos. Esse estudo deu suporte à hipótese de uma origem comum para o CMH no Oriente Médio, bem antes da dispersão do povo judaico, e indica que a maioria dos Cohen da idade contemporânea descende de um número limitado de linhagens paternas.

## O sobrenome Cohen
O estatuto do Kohen no judaísmo não tem necessariamente qualquer relação com o sobrenome. Embora seja verdade que muitas vezes descendentes de kohanim ostentem sobrenomes que refletem a sua genealogia, há muitas famílias com o sobrenome Kohen (incluindo suas variações), que nem sequer são judeus. Por outro lado, há muitos judeus Kohen que não têm esse nome como sobrenome.
Existem inúmeras variações para a grafia do sobrenome Kohen. Estas são frequentemente corrompidas pela tradução ou transliteração nas outras línguas, a convergência com sobrenomes gentios como exemplificado abaixo (não uma lista completa).
- em inglês:   Cohen, Cahn, Carne, Cohn, Conn, Conway, Cohan, Chaplan (Cohan também é um apelido de origem irlandesa e Conway também é um sobrenome de origem galesa)
- em alemão:   Kohn, Kuhn, Kuhnen, Kuhin, Kuhim, Kahn, Kaner,  Con / Coen, Katz (uma abreviatura para hebraico Kohen Zedek (כהן צדק), ou seja, "Kohen justo" ou "justo sacerdote ")
- em neerlandês:   Cohen, Conklin, Kon, Katten (traduzido como "Kohen"), Kain / Kaein
- em francês:   Cahen, Cohen, Caen
- em grego:   Kots, Kotais, Kotatis, Kothanis
- em italiano:   Coen, Cohen, Sacerdote (italiano para "padre "), sacerdotes
- em castelhano:   Coen, Cohen, Koen,Corena, Cannoh, canno, Canoh, Cano
- em russo:  Kogan, Brevda, Kagedan / Kagidan (em hebraico, este nome é escrito "kaf-shin-daled-nun" e é um acrônimo para "Kohanei Shluchei DeShmaya Ninhu, "que é para aramaico", os sacerdotes são mensageiros do céu "). Kazhdan / Kazdan / Kasdan / Kasdin / Kasden são também possíveis variações deste nome.
- em georgiano:  Kotais, Kotatis, Kutatisi, Kutaïssi
- em sérvio:  Koen, Kon, Kojen
- em polonês/polaco:   Kon
- em português:   Cunha,Cardoso, Cardozo,Cão, Coutinho, Cohim, Cordeiro, Costa, Coêlho e Kuhin
- em turco:   Kohen
- em árabe:  al-Kohen
- Antiga / Moderna hebraico: Kohen, Hakohen, ben-Kohen, bar-Kohen
- Outros: Maze (acrónimo demi zerat Aharon, ou seja, "da semente de Arão"), Azulai (acrónimo deishah zonah ve'challelah lo yikachu,que significa "uma mulher que estrangeiro ou divorciado não deve ter; "proibição vinculativa sobre Kohanim"), Rappaport, Shapiro, Kahane, Quinn (gaélico ou inglês), Kohanchi (persa) e Estell, Eshtelou, Estellka, Eshtell, Eishentell, Eshitellita, Eshrrelita e Esellita, Estellita, de origem marroquina.

Contemporaneamente, em Israel, "Moshe Cohen" é o equivalente de "José da Silva", em Portugal e no Brasil - ou seja, provavelmente o mais comum dos nomes.